# Staphyliniformia
Staphyliniformia är en stor infraordning av skalbaggar. Den innehåller över 60 000 beskrivna arter från alla regioner i världen. De flesta arter förekommer i fuktiga miljöer – såsom olika typer av ruttnande växtrester, svampar, spillning, kadaver, med mera – och många lever i sötvatten.